# Pawel Pawlowitsch Pawlenko
Pawel Pawlowitsch Pawlenko (russisch Павел Павлович Павленко; * 20. September 1902 in Kiew, Russisches Kaiserreich; † 9. März 1993 in Moskau, Russische Föderation) war ein sowjetischer Theater- und Film-Schauspieler.

## Leben und Leistungen
Pawel Pawlenko war Sohn eines Operettendarstellers. Im Jahr nach seiner Geburt zog die Familie von Kiew nach Moskau. Von 1912 bis 1920 besuchte er das 11. Moskauer Gymnasium (ab 1918: 109. Sowjetische Arbeiterschule) und absolvierte parallel dazu eine Theaterausbildung. Pawlenkos schauspielerische Laufbahn begann 1920 beim Moskauer Ukrainischem Theater, sowie von 1922 bis 1923, nebenher bei der Theatertruppe Podiwa-14. Von 1924 bis 1960 trat Pawlenko für mehrere namhafte Häuser auf, u. a. das Moskauer Theater für Kinder (1924–1927), das Theater der Revolution (1930–1932) und das Mossowjet-Theater (1944–1947). Zwischen 1927 und 1930 wirkte er in Charkiw und von 1947 bis 1948 in Moskau als Operettendarsteller.
Pawlenkos Filmlaufbahn begann Mitte der 40er Jahre mit kleinen Rollen in Soja und Glinka, ohne jedoch in den Credits genannt zu werden. 1952 gab er in Lied der Heimat seine erste gelistete Rolle. In den beiden letztgenannten Werken, die auf dem Leben des Komponisten Michail Glinka beruhen, verkörperte Pawlenko den Autor Faddei Bulgarin. Eine weitere historische Rolle folgte unmittelbar danach mit dem Zaren Pawel I. in Schiffe stürmen Bastionen. Seine Filmografie beinhaltet auch mehrere Literaturverfilmungen, wie Das Duell nach Alexander Kuprin, Die Hauptmannstochter nach Alexander Puschkin, Die Brüder Karamasow nach Fjodor Dostojewski sowie Много шума из ничего (Mnogo schuma is nitschego, 1973), einer Adaption von Shakespeares Viel Lärm um nichts. In den 60er Jahren arbeitete Pawlenko außerdem dreimal mit Alexander Rou zusammen, u. a. als Vater der weiblichen Hauptfigur in Abenteuer im Zauberwald. Hier und in Feuer, Wasser und Posaunen wurde er in den deutschsprachigen Fassungen von Fritz Links synchronisiert.
Pawlenko trat vor der Kamera stets als Nebendarsteller auf, lediglich in Вас вызывает Таймыр (Was wysywajet Taimyr, 1970) durfte er eine Hauptrolle verkörpern. Sein filmisches Schaffen umfasst 30 Werke, darunter auch ein Engagement als Synchronsprecher in dem Animationsfilm Утренняя музыка (Utrennjaja musyka, 1974). Seinen Abschied gab Pawlenko 1976 in der Filmreihe 12 стульев (12 stulew).
Der 1954 mit dem Titel Verdienstvoller Künstler der RSFSR Ausgezeichnete starb, von der Öffentlichkeit unbeachtet, im Alter von 90 Jahren in Moskau. Er war mit der vier Jahre jüngeren Anna Stepanowna Potapenka verheiratet.

## Filmografie (Auswahl)
- 1944: Soja
- 1946: Glinka
- 1952: Lied der Heimat (Kompositor Glinka)
- 1952: Schiffe stürmen Bastionen (Korabli schturmujut bastiony)
- 1957: Das Duell (Pojedinok)
- 1958: Die Hauptmannstochter (Kapitanskaja dotschka)
- 1959: Die Journalistin (Nasch korrespondent)
- 1963: Im Königreich der Zauberspiegel (Korolewstwo kriwych serkal)
- 1964: Der verlorene Sommer (Propalo leto)
- 1964: Abenteuer im Zauberwald (Morosko)
- 1966: Böse Anekdote (Skwerny anekdot)
- 1968: Feuer, Wasser und Posaunen (Ogon, woda i... mednye truby)
- 1969: Die Brüder Karamasow (Bratja Karamasowy)